# Teladowicze (gmina)
Teladowicze (alt. Cieladowicze, Ceładowicze) – dawna gmina wiejska funkcjonująca pod zwierzchnictwem polskim w latach 1919–1920/21 na obszarze tzw. administracyjnego okręgu mińskiego. Siedzibą władz gminy były Teladowicze (Цялядавічы).
Początkowo gmina należała do powiatu słuckiego w guberni mińskiej. 15 września 1919 r. gmina weszła w skład nowo utworzonego okręgu mińskiego. 7 listopada 1920 r. została przyłączona do nowo utworzonego powiatu nieświeskiego pod Zarządem Terenów Przyfrontowych i Etapowych.
Po wytyczeniu granicy część wschodnia gminy (wraz z Teladowiczami) weszła do Rosji, natomiast z części zachodniej powstała gmina Lisuny, która weszła w skład nowego woj. nowogródzkiego.